# 1814 dans le catholicisme
Chronologie du catholicisme
- 1810
- 1811
- 1812
- 1813
- 1814
- 1815
- 1816
- 1817
- 1818

Cet article présente les faits marquants de l'année 1814 dans le catholicisme.

## Évènements
- 4 mai : Encyclique Il trionfo de Pie VII sur sa libération des mains de l'empereur Napoléon Ier et sur la défaite de ce dernier.

## Naissances
- 19 janvier : Guillaume-Marie Frédéric Bouange, prélat français, évêque de Langres († 5 mai 1884)
- 1er mai : Alphonse Ratisbonne, prêtre et missionnaire français d'origine juive converti au catholicisme († 6 mai 1884)
- 14 mai : Siméon-François Berneux, prélat français, vicaire apostolique de Corée et évêque titulaire de Capse (de) († 7 mars 1866)
- 23 juillet : Pierre Bossan, architecte français, constructeur d'églises († 23 juillet 1888)
- 11 octobre : Jean-Baptiste Lamy, prélat et missionnaire français, premier archevêque de Santa Fe puis archevêque titulaire de Cyzique (de), précédemment vicaire apostolique du Nouveau Mexique et évêque titulaire d'Agathonice (de) († 13 février 1888)

## Décès
- 1er septembre : Charles de La Font de Savine, prélat français, évêque de Viviers puis évêque constitutionnel de l'Ardèche (° 17 février 1742)